# 바르바라 수코바
바르바라 주코바(Barbara Sukowa, 독일어 발음: [ˈzukɔva], 1950년 2월 2일 ~ )는 독일의 배우이다. 독일 영화상 여우주연상을 세 차례, 칸 영화제 여우주연상과 베네치아 국제 영화제 여우주연상을 한 차례씩 수상하였으며, 유럽 영화상, 세자르상, 그래미상 등 유수한 상에 후보로 지명되었다.
1980년 라이너 베르너 파스빈더가 연출한 텔레비전 드라마 《베를린 알렉산더 광장》에 출연하면서 인지도를 얻었으며 이후 파스빈더, 마르가레테 폰트로타와 자주 협업하였다.

## 출연 작품

### 영화
- 로라 (1981)
- 독일 자매 (1981)
- 로자 룩셈부르그 (1986)
- 유로파 (1991)
- M. 버터플라이 (1993)
- 코드명 J (1995)
- 로맨스와 담배 (2005)
- 한나 아렌트 (2021)
- 아토믹 블론드 (2017) - 검시관 역
- 우리, 둘 (2019) - 니나 역
- 에어 (2023)

### 텔레비전
- 베를린 알렉산더 광장 (1980)
- 12 몽키즈 (2015-18)